# 함양 황석산성
함양 황석산성(咸陽 黃石山城)은 대한민국 경상남도 함양군 서하면에 있는 해발 1,190m의 황석산 정상에서 뻗은 산마루를 따라 골짜기를 감싸며 육십령으로 통하는 요새지에 쌓은 삼국시대 산성이다. 1987년 9월 18일 대한민국의 사적 제322호 황석산성로 지정되었고, 2011년 현재의 명칭으로 변경되었다.

## 개요
해발 1,190m의 황석산 정상에서 뻗은 산마루를 따라 골짜기를 감싸며 육십령으로 통하는 요새지에 쌓은 삼국시대 산성이다.
고려시대부터 조선 전기까지 고쳐 쌓았고 임진왜란 때는 큰 전투가 있던 곳이기도 하다. 성은 돌로 쌓은 부분과 흙으로 쌓은 부분으로 되어있고, 문은 동·서·남·북동쪽에 있다. 성 안에는 크고 작은 건물들이 있었던 것으로 보인다. 『동국여지승람』에 의하면 당시엔 성의 둘레가 29,240척(약 8.9km)이며, 성 안에는 창고가 있었다고 한다.
선조 30년(1597)에 왜군이 침입하자 이원익은 왜군이 쳐들어올 것을 판단해 주민들과 성을 지켰으나 백사림이 도망가자 결국 함락당한 사연이 있는 성이다. 현재도 성 안에는 작은 계곡이 있어 물이 마르지 않기에 전략적으로 가치있는 곳임을 알 수 있다.

## 현지 안내문
이 성은 소백산맥을 가로지르는 육십령으로 통하는 관방의 요세지에 축조된 삼국시대 부터의 고성이다.
고려시대를 거쳐 조선초기에 수축한 바 있었고 임진왜란이 일어났던 선조때에 커다란 싸움이 있었던 유서깊은 성터이다.
선조 30년(1597년) 왜군이 다시 침입케 되자(정유재란) 체찰사 이원익은 이 성은 호남과 영남을 잇는 요새로 왜군이 반드시 이곳을 지날것으로 판단하고 인근의 주민들을 동원하여 지키도록 하였다.
그러나 조방장 백사림이 성을 넘어 도망하자 왜군이 난입하여 끝까지 싸우던 전 함양군수 조종도와 전 안의현감 곽준이 장열히 전사한 곳이며 부녀자들은 절벽에 투신 자결하여 지금도 당시의 모습을 연상케하는 피바위가 남아있으며 돌로 쌓은 성벽은 둘레가 2.5km나 되고 높이가 3m이며 성내에는 가뭄에도 마르지 않는 우물이 흐르고 있다.
1985년부터 지방민들이 발의하여 황석산성 순국선열 추모위원회를 발족하고 87년 9월 18일 국가지정 문화재 사적 제322호로 지정받아 매년 성이 함몰한 음력 8월 18일을 기일로 정하고 추모행사를 실시하고 있다.

## 같이 보기
- 황석산
- 황석산성 전투

## 참고 자료
- 함양 황석산성 - 국가유산청 국가유산포털